# Forces de défense croates
Ne doit pas être confondu avec Conseil de défense croate.
Les Forces de défense croates (croate : Hrvatske obrambene snage ou HOS) étaient la branche paramilitaire du Parti croate du droit (HSP) de 1991 à 1992, pendant les premières étapes des guerres yougoslaves. Pendant la guerre d'indépendance croate, le HOS a organisé plusieurs premières compagnies et a participé à la défense de la Croatie. Au plus fort de la guerre en Croatie, le HOS comptait plusieurs bataillons. Les premières unités du HOS étaient dirigées par Ante Paradžik, membre du HSP tué par la police croate en septembre 1991. Après la mobilisation générale de novembre 1991 en Croatie et le cessez-le-feu de janvier 1992, le HOS fut absorbé par l'armée croate.
Les unités du HOS en Bosnie-Herzégovine étaient composées de Croates, de Bosniaques et de volontaires étrangers dirigés par Blaž Kraljević. Le 9 août 1992, Kraljević et huit membres du personnel ont été assassinés par des soldats du Conseil de défense croate (HVO) sous le commandement de Mladen Naletilić. Le HOS a été dissous peu de temps après et absorbé par le HVO et l'armée de la République de Bosnie-Herzégovine au début de la guerre croato-bosniaque. La dernière unité du HOS a été dissoute le 5 avril 1993 en Bosnie centrale.

## Histoire

### Croatie

#### Origine
Le Parti croate des droits (HSP) a été rétabli en Croatie le 26 février 1990, avec Dobroslav Paraga comme président et Ante Paradžik comme vice-président. La population civile croate a commencé à s'armer et le 21 décembre 1990, les Serbes de Croatie se sont soulevés ; Bientôt, l'Armée populaire yougoslave, combinée aux insurgés serbes et au Parti croate des droits, envisagea de former sa propre aile militaire.
Bien que la première unité du HOS ait été créée en janvier 1991, le HOS a été officiellement fondé le 25 juin 1991 par Dobroslav Paraga, Ante Paradžik, Alija Šiljak et d'autres dirigeants du HSP. Peu de temps après la création de l'état-major du HOS, Paradžik en devint le chef. L'état-major se trouvait au Centre Starčević, le siège du HSP à Zagreb. Au début, le HOS était mal armé et ses soldats utilisaient leurs propres armes. Cependant, ils ont eu des succès dans les conflits avec les forces serbes et ont attiré l'attention du public croate. Le HSP a reçu des dons de la diaspora croate et des branches du HSP en Australie et au Canada, leur permettant d'acheter des armes et d'augmenter leur nombre de membres. Tous les membres du HSP n'ont pas soutenu une aile militaire et le secrétaire Krešimir Pavelić a quitté le parti en signe de protestation.
De nombreuses recrues du HOS venaient de la diaspora : Bosnie-Herzégovine et outre-mer. En outre, le HOS a attiré des soldats entraînés de l’étranger.
Le HOS utilisait le salut romain et portait des uniformes noirs ; son quartier général présentait des portraits de dirigeants oustachis et ses unités portaient le nom de généraux oustachis. Leur association apparente avec les fascistes de la Seconde Guerre mondiale a suscité des inquiétudes au sein du gouvernement croate, qui craignait que leur image ne nuise à la réputation internationale de la Croatie. Au début de 1992, ils furent dissous et recrutés dans l'armée croate régulière.

#### Batailles
Au début de la guerre d'indépendance croate, le HOS comptait environ 6 000 soldats. Bien qu’ils fussent membres de la Garde nationale croate (ZNG), ils obéissaient aux ordres des officiers du HOS. En raison d'une règle non écrite selon laquelle les membres du HOS ne pouvaient être que membres du HSP, le HOS était considéré comme l'organisation paramilitaire du parti. Le HOS et le ZNG ont participé à la bataille des casernes et à d'autres batailles mineures en Croatie. Le HOS a gagné en popularité au sein du HSP, et bientôt le HOS fut présent dans presque toutes les villes où le HSP était actif. Le 10 septembre 1991, Paraga et Paradžik ont organisé une démonstration d'une compagnie HOS devant 10 000 spectateurs sur la place Jelačić. Peu de temps après cette manifestation, cette compagnie a participé à la bataille de Vukovar sous Robert Šilić[réf. nécessaire].
A cette époque, des unités HOS ont été fondées en Dalmatie. Jusqu'en mai 1991, les unités dalmates du HOS étaient de la taille d'une compagnie. Dans le cadre d'un accord entre Paraga et le ministre slovène de la défense Janez Janša, ces unités ont été envoyées en Slovénie pour y être entraînées. En octobre 1991, l'unité avait atteint la taille d'un bataillon ; il s'appelait le 9e bataillon (le bataillon Rafael "Knight" Boban) et était commandé par Jozo Radanović, président de la branche HSP de Split. Cette unité est devenue l'une des unités croates les plus populaires ; début décembre 1991, Radanović a été promu colonel du HOS[réf. nécessaire].
Paradžik a été abattu à un poste de contrôle de la police près de Zagreb le 21 septembre 1991, dans ce qui a été décrit par les autorités comme un accident. Le 23 novembre, le gouvernement croate a lancé une mobilisation générale et la plupart des miliciens du HOS ont rejoint les unités de l'armée croate. Peu après le cessez-le-feu de janvier 1992, le HOS a cessé ses opérations en Croatie[réf. nécessaire] mais les a poursuivies en Bosnie-Herzégovine.

### Bosnie Herzégovine

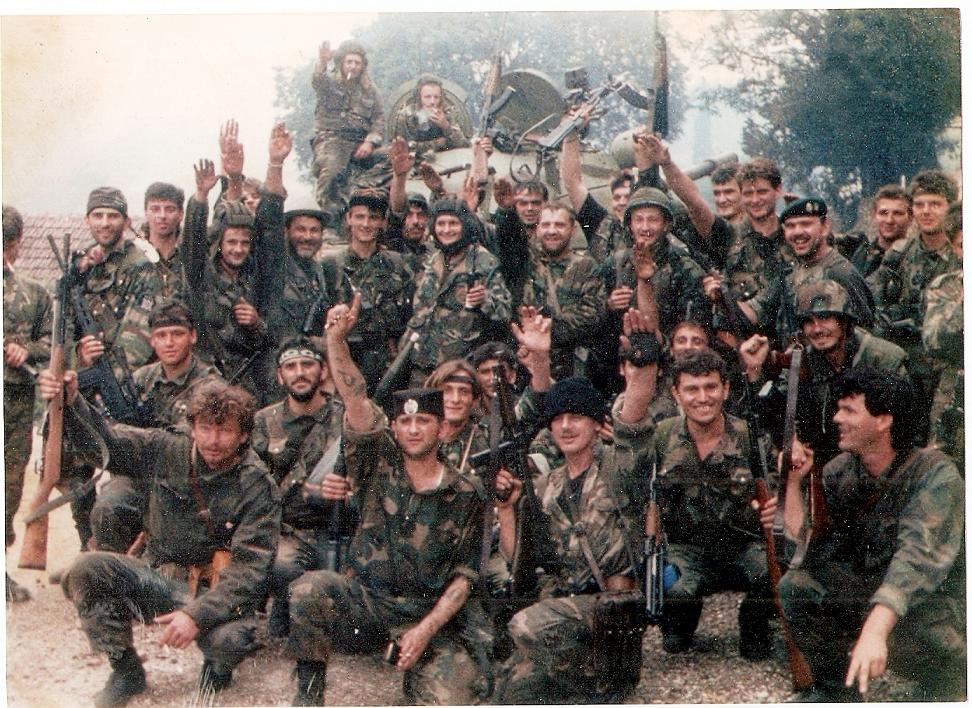
Soldats du HOS à Capljina, 1992

Les Forces de défense croates (HOS) en Bosnie-Herzégovine avaient leur quartier général à Ljubuški et opéraient principalement dans le sud du pays. Leur commandant était Blaž Kraljević. Au début de la guerre de Bosnie, ils ont combattu contre les forces serbes aux côtés du HVO et de l'ARBiH. L'effectif des forces du HOS en Bosnie-Herzégovine était estimé à 5 000 membres, armés d'armes d'infanterie. Ils comptaient dans leurs rangs de nombreux musulmans bosniaques et prônaient une confédération entre la Croatie et la Bosnie-Herzégovine, utilisant fréquemment le slogan « La Croatie à la Drina, la Bosnie à l'Adriatique ». Le HOS a participé à la rupture du siège de Mostar par la JNA-VRS en juin 1992, lorsque les forces de la HV et du HVO ont repoussé les forces serbes vers l'est de l'Herzégovine.
Les relations entre le HVO et le HOS se sont finalement détériorées, même si le HOS n'a pas fonctionné de manière intégrale dans tout le pays. Dans la région de Novi Travnik, elle était plus proche du HVO, tandis que dans la région de Mostar, les relations entre le HOS et le HVO étaient de plus en plus tendues. Le 9 août, Kraljević a été tué dans des circonstances peu claires à un poste de contrôle de police dans le village de Kruševo par des soldats du HVO sous le commandement de Mladen Naletilić. Le 23 août 1992, les dirigeants du HVO et du HOS en Herzégovine ont convenu d'incorporer le HOS au HVO. Les forces restantes du HOS ont ensuite été reconnues par le gouvernement de Sarajevo comme faisant partie de l'ARBiH. Les forces du HOS en Bosnie centrale ont fusionné avec le HVO en avril 1993. La plupart des Bosniaques membres du HOS ont rejoint les Forces armées musulmanes (MOS).

## Symboles
Le HOS avait un drapeau noir avec son emblème au centre : un cercle de triple caroncule contenant un bouclier à carreaux (avec un premier carré blanc) sur un symbole à triple caroncule bleu et blanc à quatre côtés ; au-dessus, l'inscription « HOS » ; au-dessous, "HSP, Za dom spremni ", qui était le salut des Oustachis pendant la Seconde Guerre mondiale, dans l'État indépendant de Croatie.
Les symboles du HOS sont devenus un sujet controversé ces dernières années, car la popularité de son drapeau avec le slogan Za Dom Spremni a augmenté auprès des fans de droite lors d'événements sportifs et les vétérans du HOS continuent d'utiliser les insignes du HOS et des Oustachis lors d'événements publics.

## Unités
| Nom                                                                  | Symbole | Lieu                                 | Chef              |
| -------------------------------------------------------------------- | ------- | ------------------------------------ | ----------------- |
| 1st Battalion Ivan Brdar (1. bojna Ivan Vitez Brdar)                 |         | Livno, Bosnia and Herzegovina        | Mate Šukan        |
| 2nd Battalion Stojan Vujnović (2. bojna Stojan Vujnović Srbin)       |         | Domaljevac, Bosnia and Herzegovina   | Stojan Vujnović   |
| 4th HOS Battalion (4. bojna HOS-a)                                   |         |                                      |                   |
| 6th Battalion Marijan Baotić (6. bojna Marijan Baotić)               |         | Vinkovci, Croatia                    |                   |
| 9th Battalion Rafael Vitez Boban (9. bojna Rafael vitez Boban)       |         | Split, Croatia                       | Marko Skejo       |
| 1st Company Ante Paradžik (1. satnija Ante Paradžik)                 |         | Jasenovac, Croatia                   |                   |
| Vukovar HOS Company (Vukovarska satnija HOS-a)                       |         | Vukovar, Croatia                     | Robert Šilić      |
| 13th Battalion Jure Francetić (13. bojna Jure vitez Francetić)       |         | Tomislavgrad, Bosnia and Herzegovina | Ivan Mamić        |
| The Knights (Vitezovi)                                               |         | Vitez, Bosnia and Herzegovina        |                   |
| 101st Battalion To Drina (101. bojna Do Drine)                       |         | Sarajevo, Bosnia and Herzegovina     |                   |
| 19th Battalion Vitez Jure Francetić (19. bojna Vitez Jure Francetić) |         | Gospić, Croatia                      | Valentin Rajković |
| Black Wolves (Crni vukovi)                                           |         | Kalesija, Bosnia and Herzegovina     |                   |
| Marked Ones (Žigosani)                                               |         | Novi Travnik, Bosnia and Herzegovina |                   |
| Hunter Company (Satnija Lovci)                                       |         | Ljubuški, Bosnia and Herzegovina     |                   |
| Independent Security Company (Samostalna satnija osiguranja)         |         | Zagreb, Croatia                      |                   |
| Mostar HOS Battalion (Mostarska bojna HOS-a)                         |         | Mostar, Bosnia and Herzegovina       |                   |
| Ljubuški HOS Company (Ljubuška satnija HOS-a)                        |         | Ljubuški, Bosnia and Herzegovina     |                   |
| Zenica HOS Company (Zenička satnija HOS-a)                           |         | Zenica, Bosnia and Herzegovina       |                   |
| Tuzla HOS Company (Tuzlanska satnija HOS-a)                          |         | Tuzla, Bosnia and Herzegovina        |                   |
| Čapljina HOS Company (Čapljinska satnija HOS-a)                      |         | Čapljina, Bosnia and Herzegovina     |                   |

## Galerie

Patch standard HOS
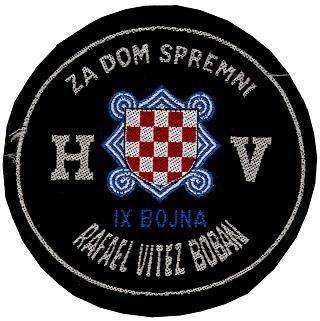
Insigne du HOS 9e bataillon, 114e brigade
Drapeau croate utilisé par les soldats du HOS
Insigne du HOS 9e bataillon, 4e brigade
Insigne HOS rare d'Herzégovine
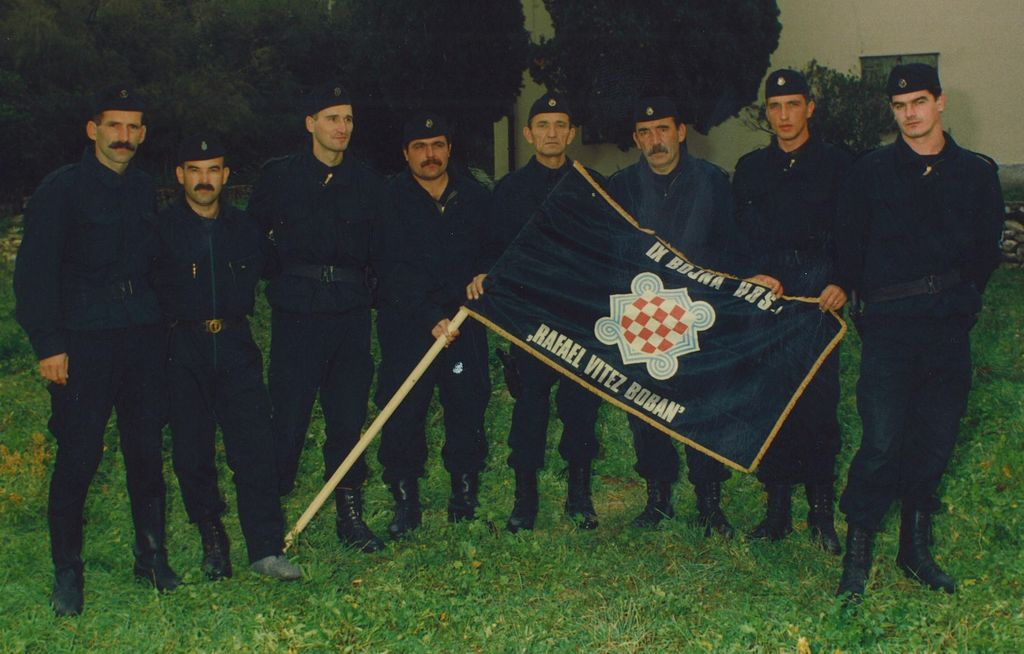
Soldats du HOS après la guerre
Insigne de Prozor-Rama
Insigne HOS pour les musulmans
Insigne utilisé par certains soldats du HOS en Bosnie-Herzégovine

## Voir également
- Blaž Kraljević
- Parti croate des droits